# Berteroa obliqua
Berteroa obliqua är en korsblommig växtart som först beskrevs av James Edward Smith, och fick sitt nu gällande namn av Dc. Berteroa obliqua ingår i släktet sandvitor, och familjen korsblommiga växter. Inga underarter finns listade i Catalogue of Life.